# مدينة عتيقة
المدينة العتيقة هو مصطلح يستخدم للدلالة على المدن القديمة التي ضربت في جدور التاريخ قبل أن تبنى الحواضر والأحياء الحديثة من حولها.
وتعتبر مدينة فاس من أقدم المدن في العالم مدينة فاس القديمة

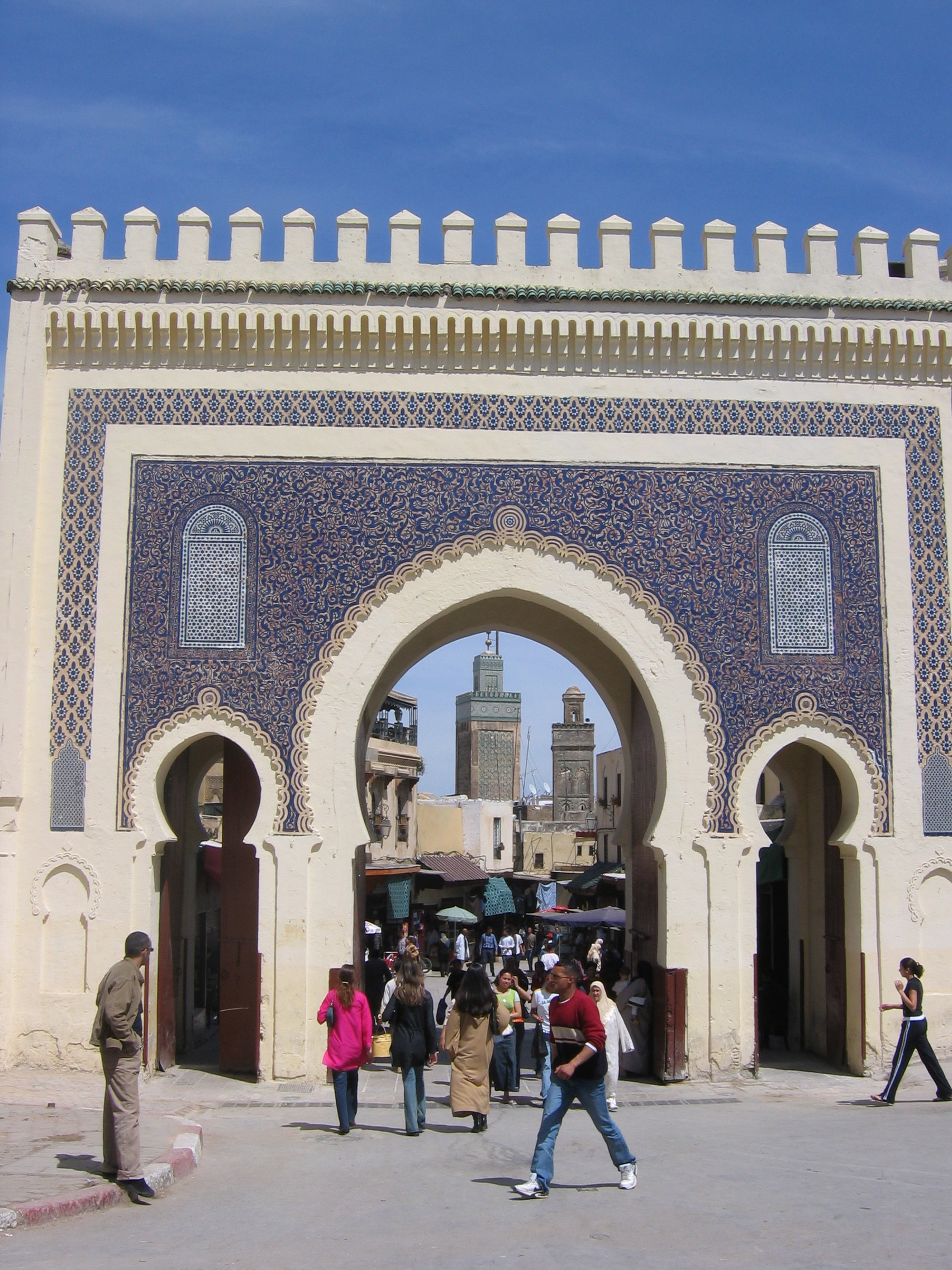
تإحدى بوابات المدينة التاريخية فاس العاصمة العلمية المغربية

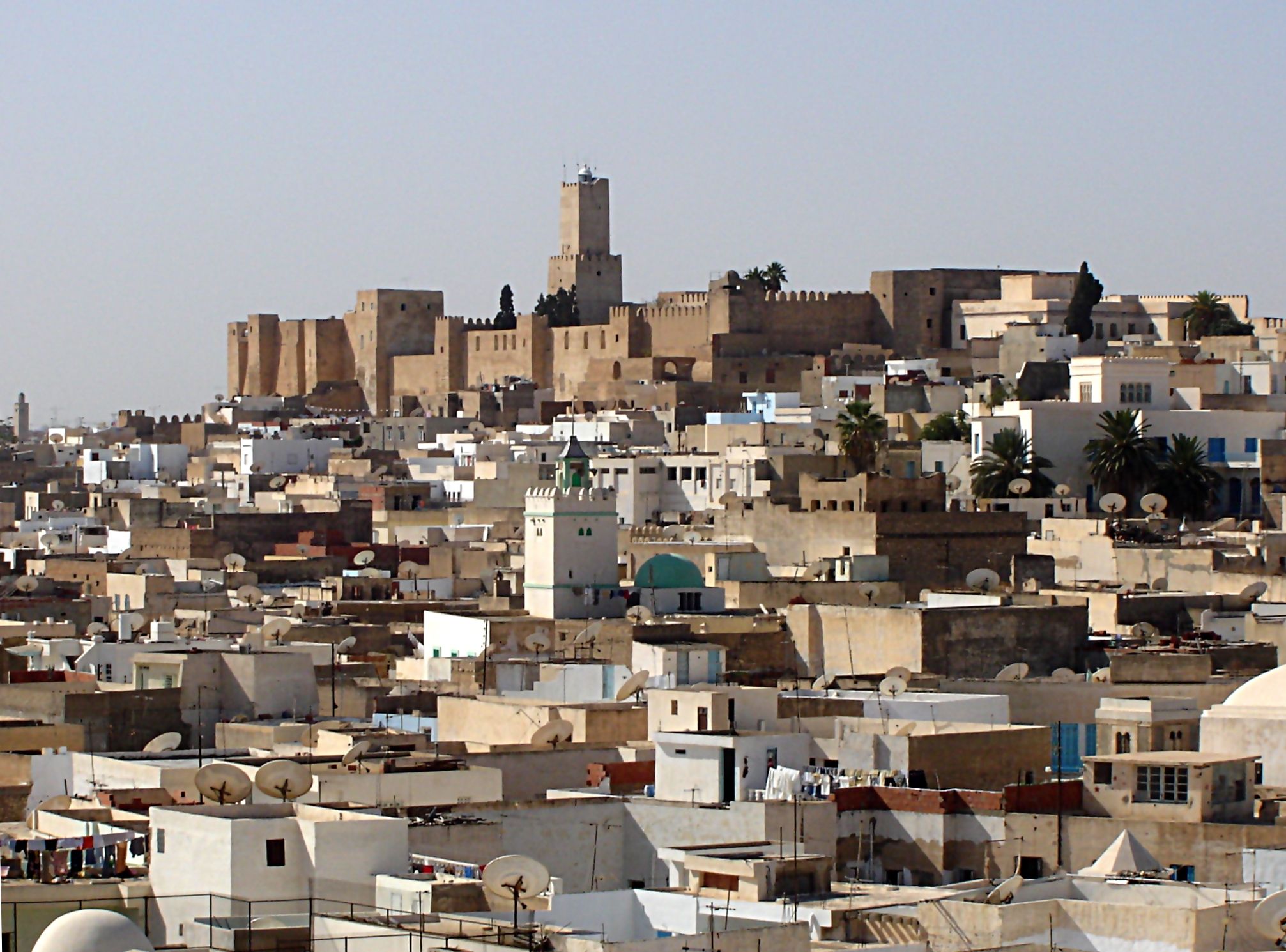
مشهد لمدينة سوسة، تونس

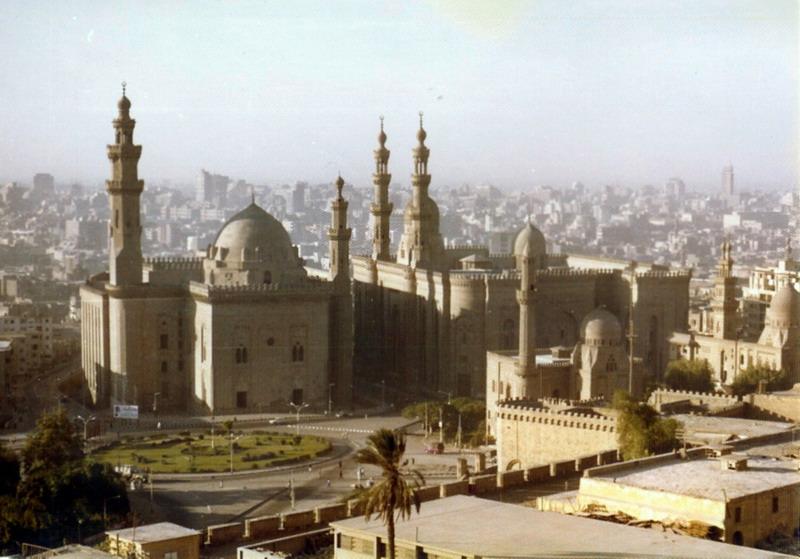
منظر للقاهرة القديمة بمصر

تتميز المدينة العتيقة بمبادلاتها التجارية مع المناطق الريفية التي تحيط بها والتي تزودها بحاجياتها. رغم الأسوار والبوابات التي تحميها من الغزاة، مساحة كبيرة من المدينة العتيقة تحتلها الأسواق.

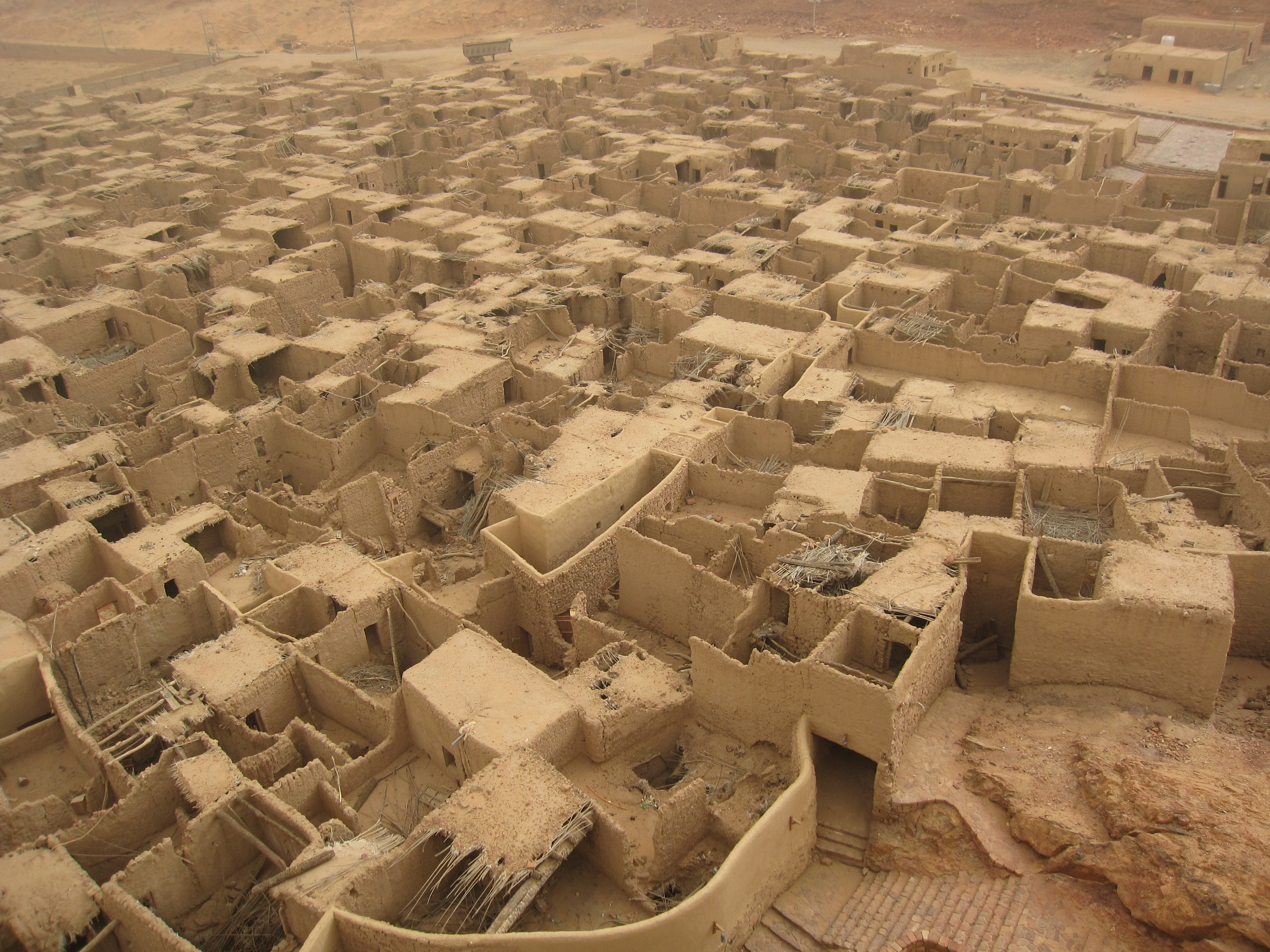
منظر لمدينة العلا العتيقة شمال المملكة العربية السعودية

اليوم، ومع تقدم الدول، برز إشكال المحافظة على التقاليد والمعالم والنسيج الاجتماعي والخدمي والاقتصادي في المدن العتيقة. وأصبحت هذه المدن العتيقة تعرف بروابطها الاجتماعية والاقتصادية مع الأحياء الحديثة التي أصبحت تحيط بها. وهي اليوم تساعد على الحفاظ على التراث والفنون والصناعات التقليدية وأصبحت مقاصد سياحية هامة.

## قائمة بالمدن العتيقة

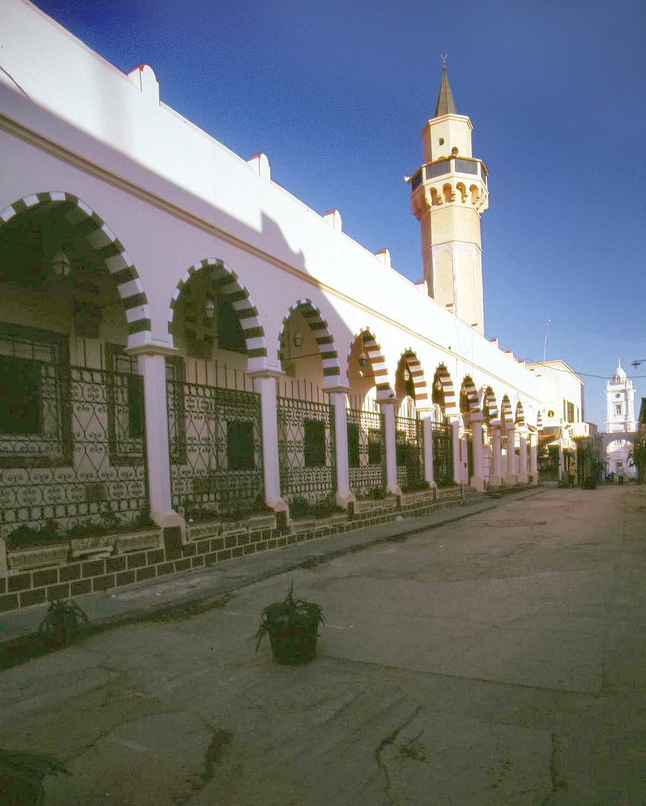
المدينة القديمة في العاصمة الليبية طرابلس

### المغرب
- تارودانت
- الدار البيضاء
- الصويرة
- فاس
- سلا
- مراكش
- مكناس
- طنجة
- تطوان

### تونس
- تونس المدينة
- القيروان
- صفاقس
- الحمامات
- المهدية
- سوسة
- توزر
- منستير
- بنزرت
- زغوان
- كاف
- جربة

### السعودية
- مكة المكرمة
- المدينة المنورة
- جدة، السعودية
- العلا، السعودية

### سوريا
- حمص
- دمشق القديمة
- حماة
- تدمر
- بصرى
- طرطوس
- اللاذقية
- حلب الشهباء

### مصر
- الإسكندرية
- القاهرة الفاطمية
- القاهرة القبطية

### دول أخرى
- القدس، فلسطين
- مدينة الجزائر، الجزائر
- الموقع التاريخي مدينة الزهراء في قرطبة، إسبانيا
- داكار، السنغال
- غرناطة، إسبانيا
- مدينة، مالطا
- مومباسا، كينيا
- موروني، جزر القمر
- ستوننتداون، تنزانيا
- طرابلس، ليبيا
- درنة، ليبيا